# Pinzulenza kukisch
Pinzulenza kukisch är en fjärilsart som beskrevs av Erich Martin Hering 1931. Pinzulenza kukisch ingår i släktet Pinzulenza och familjen snigelspinnare. Inga underarter finns listade i Catalogue of Life.